# باربارا شونبرگر
باربارا شونبرگر(متولد ۵ مارس ۱۹۷۴) یک , بازیگر، خواننده، سرگرمی ساز و مجری برنامه تلویزیونی اهل آلمان است.

## زندگی‌نامه

### اوایل زندگی
باربارا شونبرگر فرزند هانس شونبرگر و آنماری شونبرگر است که در شهر گروبنتسل در نزدیکی مونیخ بزرگ شده است.. او در رشته جامعه‌شناسی، تاریخ هنر و ارتباطات در دانشگاه آوگسبورگ درس خوانده است. و در برلین با شوهر دوم خود Maximilian von Schierstädt و یک پسر و یک دختر خود زندگی می‌کند.